# Kfar Tavor
Kfar Tavor (hebrejsky כְּפַר תַּבוֹר, doslova Vesnice Tábor , anglicky Kfar Tavor, v oficiálním přepisu do angličtiny Kefar Tavor) je místní rada (malé město) v Izraeli, v Severním distriktu.

## Geografie
Leží v nadmořské výšce 120 metrů na odlesněné planině v Dolní Galileji. Jižně od obce protéká vodní tok Nachal Tavor. Do něj podél západní strany města přitéká vádí Nachal ha-Šiv'a (a jeho přítok Nachal Kešet), podél východní strany je to Nachal Kama. Na západ od města se zvedá hora Tabor a okraj pohoří Harej Nacrat (Nazaretské hory).
Město se nachází cca 90 kilometrů severovýchodně od centra Tel Avivu a cca 40 kilometrů jihovýchodně od centra Haify, v hustě osídleném a zemědělsky intenzivně využívaném pásu, přičemž osídlení v tomto regionu je převážně židovské. Vlastní Kfar Tavor obývají židé, stejně jako region východně a severně odtud. Západním směrem začíná oblast s větší demografickou přítomností Arabů v prostoru aglomerace města Nazaret. Severovýchodně od Kfar Tavor se nachází město Kafr Kama, kterou obývají izraelští Čerkesové. Kfar Tavor je na dopravní síť napojen pomocí dálnice číslo 65, ze které zde odbočuje lokální silnice 765 směrem do Kafr Kama.

## Dějiny

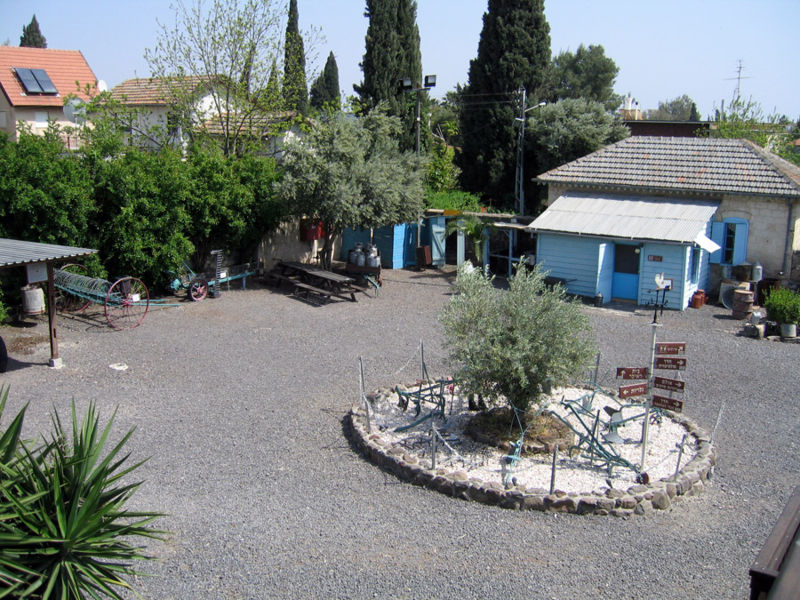
Nejstarší zástavba v Kfar Tavor z počátku 20. století

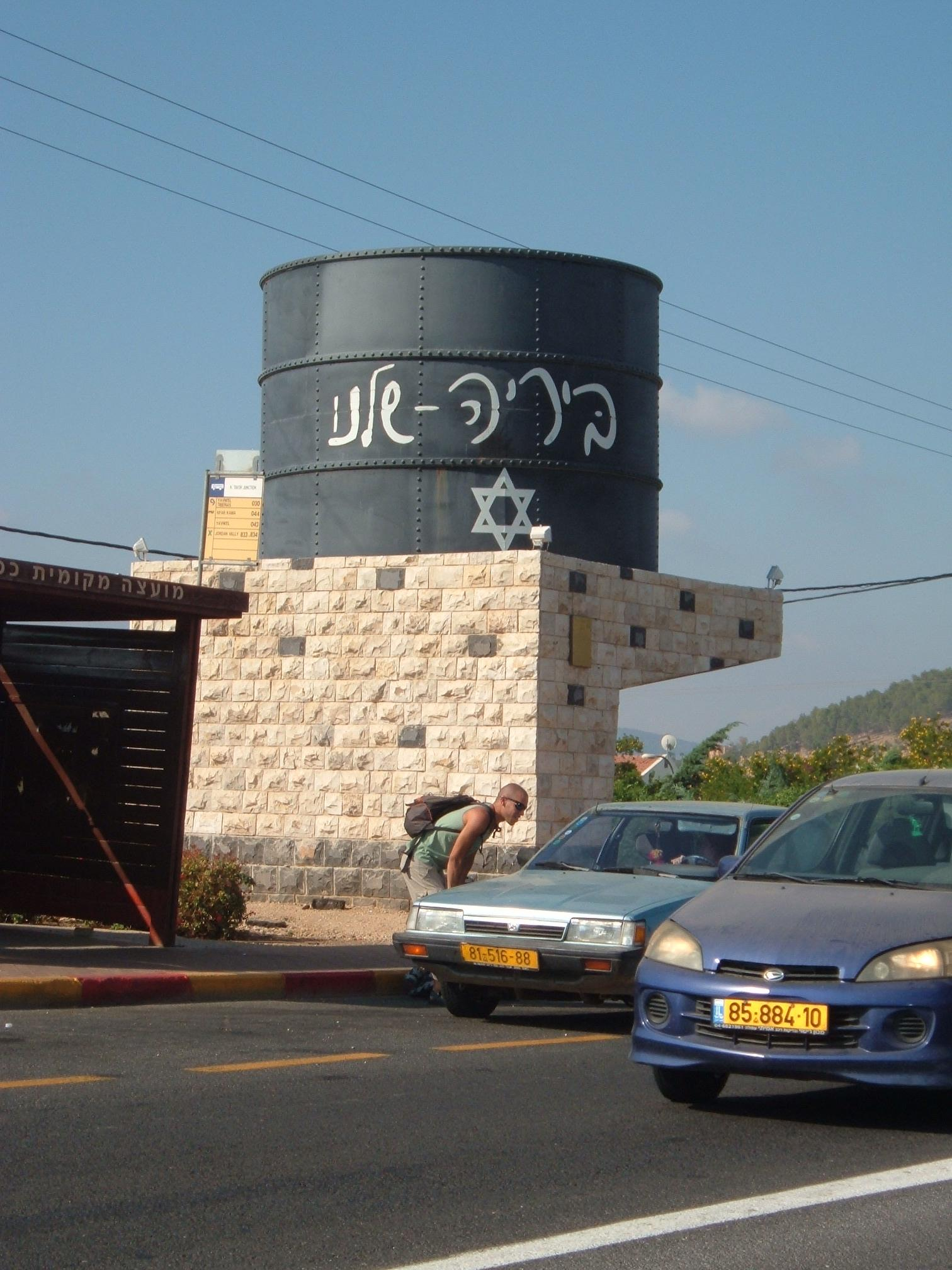
Stará věž na vodu v Kfar Tavor

Kfar Tavor byl založen v roce 1901. K slavnostnímu založení došlo 25. října 1901. Vznik osady byl iniciativou Jewish Colonization Association, která byla pokračováním v aktivitách barona Edmonda Jamese de Rothschilda.
 Hlavním realizátorem vzniku vesnice byl manažer Jewish Colonization Association Chajim Kalwarijski-Margalijot.
První osadníci (20 rodin) se usadili v opuštěných domech zdejší arabské osady Mescha (מסחה) a tento název byl zpočátku používán i pro pojmenování nové židovské osady. Nynější jméno obce inspirované nedalekou horou Tabor navrhl sionistický politik Menachem Usiškin. Ke změně jména došlo v roce 1903. Šlo o zemědělskou, soukromě hospodařící osadu typu mošava.
Brzy po založení osady zde došlo k výstavbě nových domů: dvou řad zemědělských usedlostí obklopených obrannou zdí. V počáteční fází kolonie čelila malarické chřipce a opakovaným útokům okolích Arabů. Proto zde došlo k založení polovojenské židovské organizace Ha-Šomer. Ta zde vznikla 12. dubna 1909. V den jejího vzniku přitom arabští Beduíni napadli nedalekou židovskou vesnici Ilanija a zabili v ní 2 obyvatele. Vzniku Ha-Šomeru předcházelo v roce 1908 vyslání strážní služby z organizace Bar Giora na ochranu vesnice Kfar Tavor.
Ve vesnici působil sionistický aktivista Josef Vitkin, který zde roku 1905 napsal deklaraci, ve které vyzval k zahájení nové přistěhovalecké vlny, která se pak realizovala v podobě druhé aliji. Vitkin ve vesnici pracoval jako učitel. V obci se roku 1918 narodil Jigal Alon, pozdější významný izraelský politik.
Během první arabsko-izraelské války v červnu 1948 se v okolí Kfar Tavor odehrávaly střety mezi izraelskou armádou a arabskými silami Fauzího al-Kaukdžího, které přerušily silniční spojení mezi vesnicemi Kfar Tavor a Ilanija. V červenci během Operace Dekel byly arabské síly v této oblasti poraženy.
V roce 1949 byl Kfar Tavor povýšen na místní radu (malé město). Téhož roku měla obec 250 obyvatel a rozlohu katastrálního území 14 395 dunamů (14,395 kilometrů čtverečních).
Roku 1959 se obec napojila na síť veřejného vodovodu společnosti Mekorot. Do té doby se využívalo lokálních zdrojů pitné vody. Roku 1906 zde osadníci instalovali první pumpu, která přiváděla vodu z místního prameniště.
V Kfar Tavor jsou v provozu dvě synagogy (z nichž jedna pochází z roku 1923), plavecký bazén, veřejná knihovna, společenské centrum, čtyři mateřské školy a základní škola. Historii vesnice připomíná místní muzeum, které se zaměřuje na zemědělské průkopníky z první aliji.
Roku 1996 byla v Kfar Tavor otevřena nová základní škola s 300 žáky. Původní objekt školy je od té doby využíván pro kulturní účely. V současnosti se již jen cca 8 % obyvatel zabývá zemědělstvím, ostatní pracují v sektoru služeb, podnikání nebo turistickém průmyslu.

## Demografie
Podle údajů z roku 2005 tvořili Židé 98,7 % populace Kfar Tavor a včetně "ostatních" tedy nearabských obyvatel židovského původu, ale bez formální příslušnosti k židovskému náboženství 100,0 %. Ve městě žijí sekulární i nábožensky založení Židé, byť komunita religiózních není příliš početná. Jde o menší sídlo spíše vesnického typu s mírným populačním růstem. V roce 2020 se podle územního plánu očekává, že počet obyvatel obce dosáhne 5000. K 31. prosinci 2014 zde žilo 3594 lidí, během roku 2014 populace stoupla o 5,7 %.
| Rok            | 1948 | 1949 | 1961 | 1972 | 1983 | 1995  |
| -------------- | ---- | ---- | ---- | ---- | ---- | ----- |
| Počet obyvatel | 168  | 250  | 312  | 295  | 648  | 1 254 |

| Rok            | 2001  | 2003  | 2004  | 2005  | 2006  | 2007  | 2008  | 2009  | 2010  | 2011  | 2012  | 2013  | 2014  |
| -------------- | ----- | ----- | ----- | ----- | ----- | ----- | ----- | ----- | ----- | ----- | ----- | ----- | ----- |
| Počet obyvatel | 2 170 | 2 348 | 2 375 | 2 467 | 2 568 | 2 639 | 2 740 | 2 619 | 2 739 | 2 995 | 3 216 | 3 400 | 3 594 |